# Кочан (Беларусь)
Кочан (бел. Качан) — посёлок в Потаповском сельсовете Буда-Кошелёвского района Гомельской области Белоруссии.

## География

### Расположение
В 14 км на северо-запад от Буда-Кошелёво, 62 км от Гомеля, 3 км от железнодорожной станции Забабье (на линии Жлобин — Гомель).

## Транспортная сеть
Транспортные связи по просёлочной, затем автодорогах, которые отходят от Буда-Кошелёво. Планировка состоит из короткой прямолинейной улицы, ориентированной почти меридионально и застроенной деревянными домами усадебного типа.

## История
Основана в начале XX века переселенцами с соседних деревень. В 1929 году жители деревни вступили в колхоз. В 1959 году в составе хозяйства Буда-Кошелёвского аграрно-технического колледжа (центр — город Буда-Кошелёво).

## Население

### Численность
- 2018 год — 8 жителей.

### Динамика
- 1925 год — 16 дворов.
- 1959 год — 73 жителя (согласно переписи).
- 2004 год — 9 хозяйств, 15 жителей.